# Speodiaptomus birsteini
Speodiaptomus birsteini is een eenoogkreeftjessoort uit de familie van de Diaptomidae. De wetenschappelijke naam van de soort is voor het eerst geldig gepubliceerd in 1962 door Borutsky.